# (5872) Sugano
(5872) Sugano ist ein Asteroid des Hauptgürtels, der am 30. September 1989 von den japanischen Astronomen Toshirō Nomura und Kōyō Kawanishi am Minami-Oda-Observatorium (IAU-Code 374) entdeckt wurde.
Der Asteroid wurde am 28. Juli 1999 nach dem japanischen Astronomen Matsuo Sugano (* 1939) benannt, der als erster den Kometen C/1983 J1 entdeckte.